# 대만계 미국인
대만계 미국인(臺灣系 美國人, Taiwanese American)은 미국인 중 대만에 직접적인 뿌리를 둔 사람들을 지칭한다.

## 같이 보기
- 대만
- 미국인
- 아시아계 미국인
- 중국계 미국인